# Marceli Stark
Marceli Stark (ur. 19 września 1908 we Lwowie, zm. 4 maja 1974 w Warszawie) – polski matematyk, przedstawiciel lwowskiej szkoły matematycznej.

## Życiorys
Marceli Stark urodził się 19 września 1908 roku we Lwowie w rodzinie Ignacego Starka i Franciszki z domu Sak. Ojciec był lwowskim kupcem. We Lwowie ukończył gimnazjum i w 1926 roku rozpoczął studia na Uniwersytecie Jana Kazimierza. Przed zakończeniem studiów został asystentem Stefana Banacha. W 1930 obronił pracę magisterką – „O przedstawialności grup skończonych”.
W 1934 roku wstąpił do Związku Niezależnej Młodzieży Socjalistycznej „Życie”, a rok później do Komunistycznej Partii Zachodniej Ukrainy.
Stark współorganizował lewicowe związki zawodowe i strajki w fabrykach. Pod koniec 1935 roku trafił do aresztu. Po kilku tygodniach został zwolniony z więzienia i stracił pracę na Uniwersytecie Lwowskim. Odtąd utrzymywał się z korepetycji. Brał udział w seminariach Stanisława Mazura i udzielał się w Polskim Towarzystwie Matematycznym.

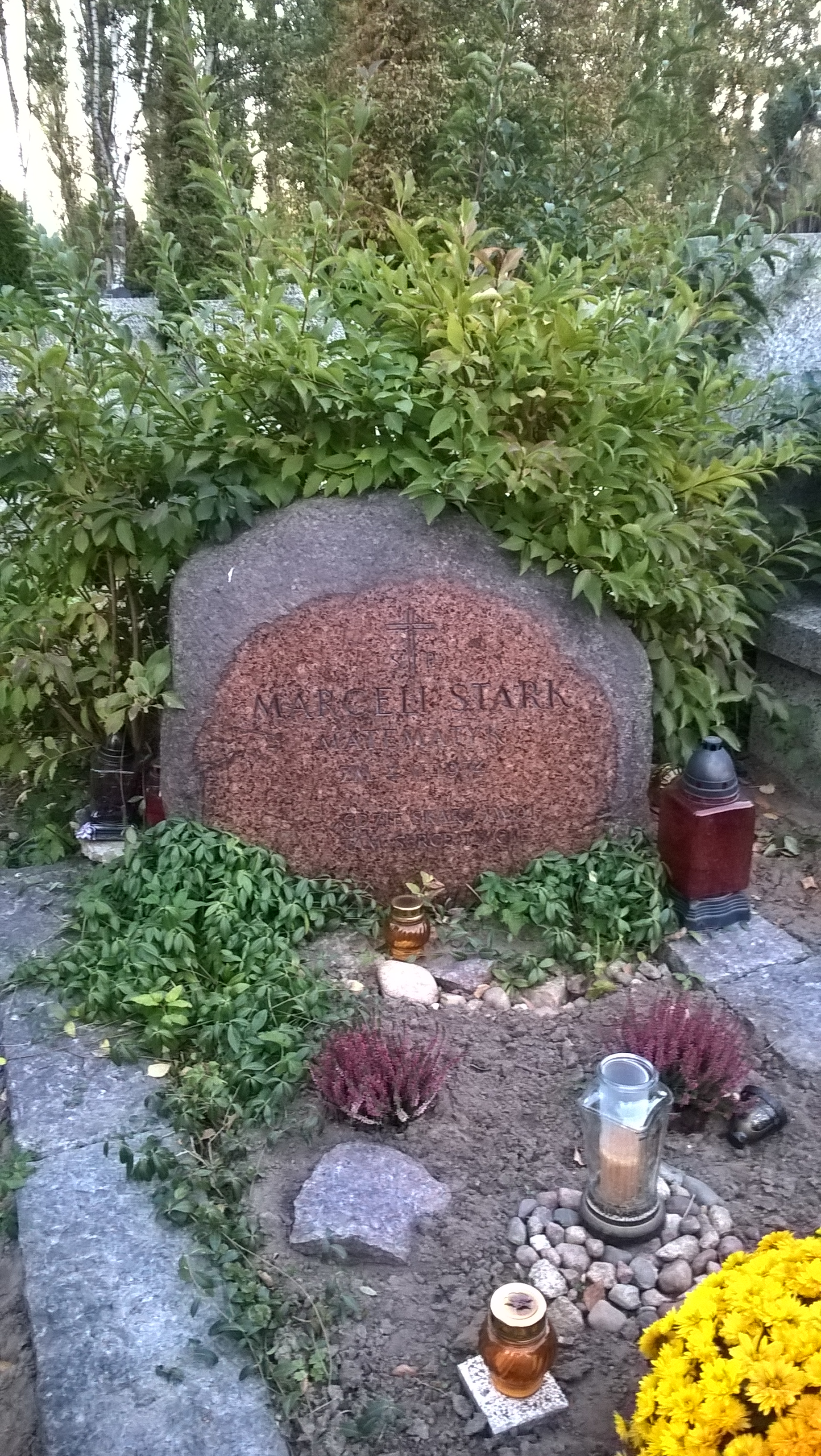
grób Marcelego Starka

Po zajęciu Lwowa przez Sowietów, w grudniu 1939 roku powrócił na uczelnię. Otrzymał stanowisko starszego asystenta Wydziału Matematycznego. Zaczął działać w Międzynarodowej Organizacji Pomocy Rewolucjonistom i agitował za nowym ustrojem. Po pewnym czasie przekonał się, jak naprawdę wygląda życie w nowej, sowieckiej rzeczywistości. Jak wspomina Hugo Steinhaus – kiedy „zobaczył, że tego, w co wierzył, nie ma” – przeżył wstrząs psychiczny.
Po wybuchu wojny niemiecko-sowieckiej Stark został we Lwowie, by opiekować się chorą matką. Trafił na rok do brygady żydowskich robotników przymusowych. Po śmierci rodziców, zamordowanych w sierpniu 1942 r., przedostał się do Warszawy. Tam na początku 1943 r. został aresztowany, ale zdołał uciec z transportu. Przedostał się do warszawskiego getta, zajmował się przemytem broni, a po powstaniu w getcie w kwietniu 1943 r. wywieziono go najpierw na Majdanek, a potem do obozu pracy w fabryce samolotów w Budzyniu (dziś część Kraśnika). Tam w kwietniu 1944 r. razem z innymi matematykami i fizykami więzionymi w obozie trafił do „komanda matematycznego”. Członkowie komanda obliczali zmiany pozycji słońca na potrzeby pracującego dla Luftwaffe obserwatorium astronomicznego w Babelsbergu.
Z Budzynia przewieziono Starka do Płaszowa, Ravensbrück, Sachsenhausen i Oranienburga. W maju 1945 roku został wyzwolony przez wojska amerykańskie. W sierpniu 1945 wrócił do Polski, zamierzał wyjechać do Palestyny.
Wyjazd nie doszedł do skutku, a w kwietniu 1946 roku został adiunktem w katedrze matematyki połączonych Uniwersytetu i Politechniki Wrocławskiej. Otrzymał również stanowisko sekretarza wznowionych Studia Mathematica. Był kierownikiem działu wydawniczego Polskiego Towarzystwa Matematycznego, a od 1958 roku sekretarzem redakcji Acta Arithmetica.
W 1949 roku został adiunktem naukowym w Państwowym Instytucie Matematycznym, przekształconym w 1952 roku w Instytut Matematyczny Polskiej Akademii Nauk. W 1951 roku przeniósł się do Warszawy. Został mianowany docentem. W latach 1962–1967 był zastępcą dyrektora Instytutu Matematyki PAN do spraw ogólnych. Zainicjował wydawanie Biblioteki Matematycznej i został redaktorem naczelnym Wiadomości Matematycznych.
Napisał podręcznik geometrii analitycznej dla studentów.
Był także redaktorem Dzieł Juliusza Pawła Schaudera, które ukazały się w 1978 roku, oraz redaktorem Dzieł wybranych Wacława Sierpińskiego wydanych w trzech tomach w latach 1974–1976.
Zmarł 4 maja 1974 r. w Warszawie. Pochowany na Cmentarzu Komunalnym Północnym w kwaterze E-XIII-3. Krótkie wspomnienia wielu osób ukazały się w tomie XXI Wiadomości Matematycznych, s. 101–113.
W 2012 r. ukazały się wspomnienia Starka z obozu pracy w Budzyniu – Ale jednak czuję i żyję…

## Publikacje
- Marceli Stark, Ale jednak czuję i żyję... Pamiętnik więźnia obozu pracy w Budzyniu, opracowanie i redakcja naukowa Marcin Urynowicz, Warszawa 2012[5]
- Marceli Stark, Geometria analityczna z wstępem do geometrii wielowymiarowej, Warszawa, 1970
- Marceli Stark, Andrzej Mostowski, Elementy algebry wyższej, Warszawa 1963
- Marceli Stark, Andrzej Mostowski, Algebra liniowa, Warszawa 1976
- Marceli Stark, Geometria analityczna, 1 ed. Warszawa – Wrocław 1951, 2 ed Warszawa 1958, 3 ed. Warszawa 1967, 4 ed. Warszawa 1970
- Marceli Stark, Algebra, Wrocław, 1948
- Marceli Stark, Andrzej Mostowski, Algebra wyższa